# クリスティン・ストルメル・スタイラ
クリスティン・ストルメル・スタイラ（Kristin Størmer Steira、1981年4月30日 - ）はノルウェー、ヌールラン県ラナ、モ・イ・ラナ地区出身のクロスカントリースキー選手。

## プロフィール
スタイラは2002年のホルメンコーレンスキー大会でクロスカントリースキー・ワールドカップにデビュー、しかしスプリントは予選敗退、30kmは46位に終わった。
2003年ノルディックスキー世界選手権代表に選出されパシュート28位、30km25位となった。
2005年1月22日にイタリアのプラジェラートで行われたパシュートでワールドカップ初勝利、2005年ノルディックスキー世界選手権では10km9位、パシュートで銅メダル、リレーでは金メダルを獲得する活躍を見せた。
2006年のトリノオリンピックではパシュート、10km、30kmいずれも4位、リレー5位とメダルに届かなかった。
2007年ノルディックスキー世界選手権では10km4位、パシュートとリレーで銅メダル、30kmで銀メダルと3個のメダルを獲得、2009年ノルディックスキー世界選手権ではパシュートで銀メダルを獲得した。
2009年、スタイラは陸上競技の2010年ヨーロッパ陸上競技選手権大会出場を目指してノルウェー選手権5000mに出場、16分01秒76のタイムで優勝したが15分50秒という参加標準記録には及ばず出場とはならなかった。
2010年バンクーバーオリンピックでは10kmと30kmが8位、パシュート4位、リレー金メダル。
自国ノルウェーでの開催となった2011年ノルディックスキー世界選手権ではリレーで金メダルを獲得、30km5位、パシュート9位、10km10位の成績を残した。
クロスカントリースキー・ワールドカップでは2010-2011シーズン終了時点で通算2勝（2位3回、3位2回）、総合は2009-2010シーズンの6位が自己最高位である。